# İsmet Atlı
İsmet Atlı (né en 1931 à Adana et mort le 4 avril 2014 dans la même ville) est un lutteur turc. Il participe à trois reprises aux Jeux olympiques (1952, 1956 et 1960). Aux Jeux olympiques d'été de 1960, il combat dans la catégorie des mi-lourds et remporte la médaille d'or. Au cours de sa carrière il monte sur de nombreux podiums comme les Championnats du monde de 1957, les Jeux méditerranéens de 1951 ou encore des Coupes du monde. Il meurt le 4 avril 2014 à l'âge de 83 ans.

## Palmarès

### Jeux olympiques
- Jeux olympiques de 1960 à Rome,  Italie
  -  Médaille d'or en lutte libre (79 – 87 kg)